# Storviggen
Storviggen är en sjö i Filipstads kommun i Värmland och ingår i Göta älvs huvudavrinningsområde. Sjön har en area på 0,404 kvadratkilometer och ligger 219 meter över havet.

## Delavrinningsområde
Storviggen ingår i det delavrinningsområde (661099-142024) som SMHI kallar för Utloppet av Södra Viggen. Medelhöjden är 234 meter över havet och ytan är 3 kvadratkilometer. Det finns inga avrinningsområden uppströms utan avrinningsområdet är högsta punkten. Vattendraget som avvattnar avrinningsområdet har biflödesordning 6, vilket innebär att vattnet flödar genom totalt 6 vattendrag innan det når havet efter 358 kilometer. Avrinningsområdet består mestadels av skog (77 procent). Avrinningsområdet har 0,4 kvadratkilometer vattenytor vilket ger det en sjöprocent på 13,3 procent.